# Wadi Bani Chalid
Wadi Bani Chalid (auch Wadi Bani Khalid,  arabisch وادي بني خالد, DMG Wādī Banī Ḫālid) ist ein Dorf mit etwas weniger als 1000 Einwohnern im Sultanat Oman. Wadi Bani Chalid liegt im östlichen Hadschar-Gebirge. Wadi Bani Chalid ist nur via einer kurvigen Bergstraße von der Route 23 aus erreichbar. Wadi Bani Chalid ist administrativ auch ein Wilaya des Gouvernements Schamal asch-Scharqiyya. Der Verwaltungsbezirk hat eine Größe von 874 km² und eine Einwohnerzahl von 9.486 Personen.
Bekannt ist der Ort und der Verwaltungsbezirk für das gleichnamige Wadi Bani Khalid. Der Fluss entspringt in 1700 Metern im Hadschar-Gebirge und fließt etwa 160 Kilometer durch gebirgige Schluchtenlandschaften bis in den Golf von Oman.